# Vafþrúðnismál

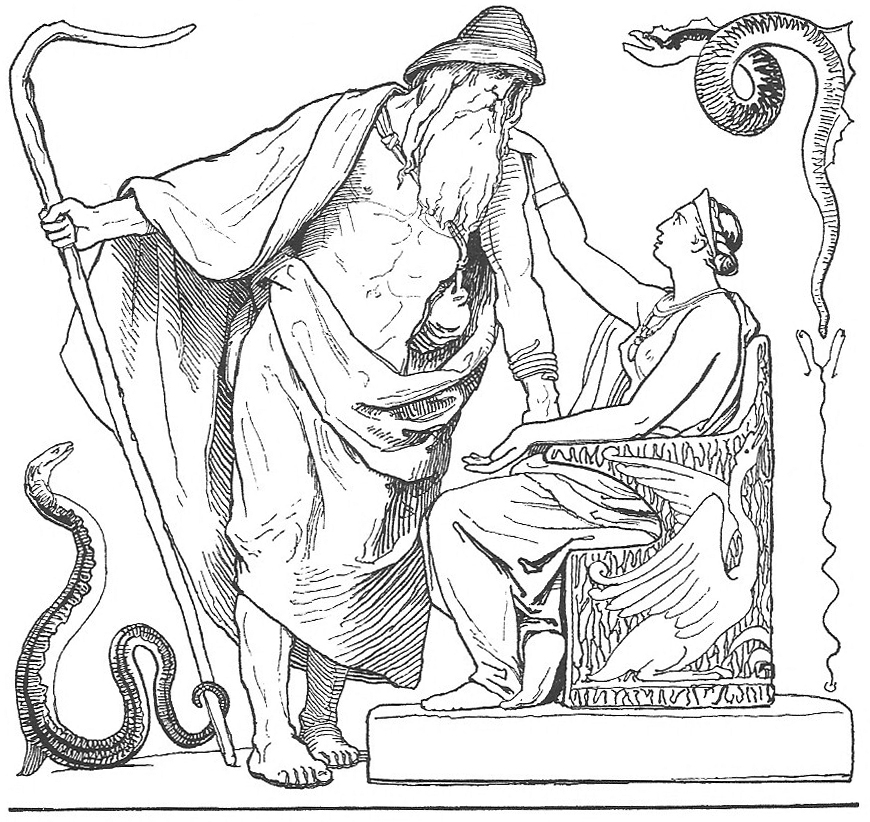
Representació d'Odin i Frigg.

Els Vafþrúðnismál o, en català, les Dites d'en Vafþrúðnir o Vaftrúdnir, és el tercer poema de l'Edda poètica. És una conversa en vers conduïda inicialment entre els Æsir (déus) Odin i Frigg i, posteriorment, entre Odin i el gegant Vafþrúnðir. El poema entra en detall sobre la cosmologia nòrdica i va ser usat com una de les fonts de Snorri Sturluson per a la composició de l'Edda prosaica.
El poema és preservat dins del còdex Regius i parcialment al manuscrit AM 748 I 4to.